# Pace del Mela
Pace del Mela ist eine Gemeinde in der Metropolitanstadt Messina in der Region Sizilien in Italien mit 5962 Einwohnern (Stand 31. Dezember 2023).

## Lage und Daten
Pace del Mela liegt 30 Kilometer westlich von Messina. Die Einwohner arbeiten hauptsächlich in der Landwirtschaft. Die Gemeinde Pace del Mela besteht aus den beiden Ortsteilen Pace Inferiore und Pace Superiore.
Die Nachbargemeinden sind: Condrò, Gualtieri Sicaminò, San Filippo del Mela, San Pier Niceto und Santa Lucia del Mela.

## Geschichte
Der Ortsteil Pace Inferiore entwickelte sich um die Kirche Madonna della Grotta herum. Der Ortsteil wurde von Fikiberto di Savoca und Francesco del Mela gegründet. Pace Superiore gehörte bis 1921 zur Gemeinde Santa Lucia del Mela.

## Sehenswürdigkeiten
- Brunnen mit dem Seepferdchen
- Kirche Madonna della Grotta